# Guidžov
Guidžov (kitajsko: 贵州; alternativno Kvejčov (pinjin: Kweichow)) je kopenska provinca v jugozahodni regiji Ljudske republike Kitajske. Njegovo glavno in največje mesto je Guijang v središču province. Guidžov meji na avtonomno regijo Guangši na jugu, Junan na zahodu, Sečuan na severozahodu, občino Čongčing na severu in Hunan na vzhodu. V Guidžovu živi 38,5 milijona kar provinco uvršča na 18. mestu po številu prebivalcev provinc na Kitajskem.
Djansko kraljestvo, ki je naseljevalo današnje območje Guidžova, je dinastija Han priključila leta 106 pr. n. št. Guidžov je uradno postal provinca leta 1413 med vladavino dinastije Ming. Po strmoglavljenju Činga leta 1911 in po kitajski državljanski vojni se je Kitajska komunistična partija med dolgim pohodom med letoma 1934 in 1935 zatekla v Guidžov. Po ustanovitvi Ljudske republike Kitajske je Mao Cetung spodbujal selitev težke industrije v celinske pokrajine, kot je Guidžov, da bi s tem industrijo bolje zaščitil pred morebitnimi tujimi napadi.
V primerjavi z drugimi kitajskimi provincami Guidžov ni imel bistvene koristi od kitajske gospodarske reforme. Guidžov je bogat z naravnimi, kulturnimi in okoljskimi viri. Njegova naravna industrija vključuje les in gozdarstvo, energija in rudarstvo pa sta pomemben del njegovega gospodarstva. Ne glede na to Guidžov velja za razmeroma revno in gospodarsko nerazvito provinco, saj je imela provinca leta 2019 izmed vseh provinc sedmi najnižji BDP na prebivalca na Kitajskem. Je pa tudi eno najhitreje rastočih kitajskih gospodarstev. Kitajska vlada želi Guidžov razviti kot podatkovno središče.
Guidžov je gorska provinca z večjo nadmorsko višino na zahodu in v središču. Leži na vzhodnem koncu Junguiske planote. Demografsko gledano je to ena izmed najbolj raznolikih kitajskih provinc. Manjšinske skupine predstavljajo več kot 37 % prebivalstva, vključno s precejšnjo populacijo ljudstev Mjao, Boujej, Dong, Tudžja in Ji, katera govorijo jezike različne od kitajščine. Glavni jezik, ki se govori v Guidžovu, je jugozahodna mandarinščina, vrsta mandarinščine.

## Ime
Območje je bilo prvič organizirano kot upravna regija kitajskega imperija pod dinastijo Tang, ko je bilo poimenovano DŽudžou (矩州), ki se je v srednji kitajščini tega obdobja izgovarjalo Kjú-jyuw. Med dinastijo Juan pod vodstvom Mongolov je bil znak 矩 (ju, 'mizarjev trg') spremenjen v bolj prefinjen 貴 (gui, 'dragocen ali drag'). Regija je uradno postala provinca leta 1413 z istoimensko prestolnico, ki se je takrat imenovala tudi Guidžou, zdaj pa je znana kot Guijang.

## Zgodovina
Dokaze o poselitvi s strani ljudi v srednjem paleolitiku kažejo kamniti artefakti, vključno s kosi Lavaluazijanske tehnika, najdenimi med arheološkimi izkopavanji v jami Guanjindong. Ti artefakti so bili datirani v pred približno 170.000–80.000 leti z uporabo metod optično stimulirane luminiscence.
Od okoli leta 1046 pred našim štetjem do nastanka države Čin je bil severozahodni Guidžou del države Šu. V obdobju vojskujočih se držav je kitajska država Ču osvojila območje, nadzor pa je kasneje prešel na kraljestvo Dian. V času kitajske dinastije Han (206 pr. n. št.–220 n. št.) je bil Guidžou dom zbirke plemen Jelang, ki so si večinoma vladala sama, preden so Han utrdili nadzor na jugozahodu in ustanovili provinco Lingnan. V obdobju treh kraljestev je dele Guidžouja vodila država Šu Han s sedežem v Sečuanu, sledili sta ji Cao Vei (220–266) in dinastija Džin (266–420).
V 8. in 9. stoletju v dinastiji Tang so se kitajski vojaki preselili v Guidžou (Kveičov) in se poročali z domačinkami. Njihovi potomci so znani kot Lǎohànrén (老汉人), v nasprotju z novimi Kitajci, ki so pozneje naselili Guidžou. Še vedno govorijo arhaično narečje. Številni priseljenci so bili potomci teh vojakov v garnizijah, ki so se poročali s temi predkitajskimi ženskami.
Kublajkan in Möngke kan sta med mongolsko invazijo na Kitajsko osvojila jugozahod Kitajske v procesu premagovanja Songov; novoustanovljena dinastija Juan (1279–1368) pa je videla uvoz kitajskih muslimanskih upraviteljev in naseljencev iz Buhare v Srednji Aziji.
V času naslednje dinastije Ming, ki so jo ponovno vodili Kitajci Han, je bil leta 1413 Guidžou uradno razglašen za provinco. Ming so ustanovil številne garnizije, iz katerih so med upori Miao pomirili manjšini Jao in Miao. Kmetijstvo v kitajskem slogu je cvetelo s strokovnim znanjem kmetov iz Sečuana, Hunana in okoliških provinc. Vu Sangui je bil odgovoren za izgon Mingov v Guidžouju in Junanu med mandžurskim osvajanjem Kitajske. V času generalnega guvernerstva plemiča Ortaija iz dinastije Čing je bil sistem tusi posrednega upravljanja jugozahoda odpravljen, kar je povzročilo upore brezpravnih poglavarjev in nadaljnjo centralizacijo vlade. Po drugi opijski vojni so kriminalne triade v Guangšiju in Guidžouju ustanovile trgovino za prodajo britanskega opija. Za nekaj časa so uporniki Taiping prevzeli nadzor nad Guidžoujem, vendar so jih na koncu zatrli Čingi. Istočasno so se kitajski vojaki Han preselili v regijo Taidžjang v Guidžouju, se poročali z ženskami Miao in njihovi otroci so bili vzgojeni kot Miao.
Več neuspešnih uporov Miao se je zgodilo med Čingi leta 1735, od 1795–1806 in od 1854–1873. Po strmoglavljenju Čingov leta 1911 in po kitajski državljanski vojni so se komunisti med dolgim pohodom (1934–1935) zatekli v Guidžou. Medtem ko je provinci formalno vladal vojskovodja Vang Džjalie, je konferenca Zunji v Guidžouju postavila Mao Cetunga za voditelja komunistične partije. Ko je druga kitajsko-japonska vojna kitajsko nacionalistično vlado potisnila v njeno jugozahodno bazo Čongčing, se je prometna infrastruktura izboljšala, saj je bil Guidžou povezan z Burmansko cesto. Po koncu vojne je revolucija leta 1949 prevzela oblast Maa, ki je spodbujal selitev težke industrije v celinske province, kot je Guidžou, da bi jih bolje zaščitil pred sovjetskimi in ameriškimi napadi. Pandemija gripe leta 1957 se je začela v Guidžouju in pobila milijon ljudi po vsem svetu. Po začetku kitajske gospodarske reforme leta 1978 so geografski dejavniki pripeljali do tega, da je Guidžou postal najrevnejša provinca na Kitajskem, s povprečno rastjo BDP 9 odstotkov od leta 1978 do 1993.

## Geografija
Guidžou je gorata provinca, njene višje nadmorske višine so na zahodu in v središču. Leži na vzhodnem koncu planote Jungui. Na 2900 m nadmorske višine je Džjucaiping najvišja točka Guidžouja.
Guidžou ima vlažno subtropsko podnebje. Sezonskih sprememb je malo. Letna povprečna temperatura je približno 10 do 20 °C, januarske temperature se gibljejo med 1 in 10 °C, julijske pa med 17 in 28 °C.
Tako kot v drugih kitajskih jugozahodnih provincah so podeželska območja spomladi 2010 utrpela hudo sušo. Guidžou, ena najrevnejših kitajskih provinc, se sooča z resnimi okoljskimi težavami, kot sta dezertifikacija in vztrajno pomanjkanje vode. Začetek 3. aprila 2010 je kitajski premier Ven Džjabao odšel na tridnevno inšpekcijsko turnejo v jugozahodno provinco Guidžou, ki jo je prizadela suša, kjer se je srečal z vaščani in pozval kmetijske znanstvenike, naj za to območje razvijejo tehnologije, odporne na sušo.

### Biotska raznovrstnost
Mejne gore Guidžou, Guangši in Hunan so bile opredeljene kot ena od osmih vročih točk rastlinske raznolikosti na Kitajskem. Glavni tipi ekosistemov vključujejo zimzeleni širokolistni gozd, iglasti in širokolistni mešani gozd ter gorski gozd. Rastlinske vrste, endemične za to regijo, so jelka vrsteAbies ziyuanensis, borovec vrste Cathaya argyrophylla in iglavec Keteleeria pubescens. V širšem smislu je planota Junan–Guidžou ena od vročih točk raznolikosti vretenčarjev na Kitajskem. Na ravni okrožij je Šingji ena od devetih žarišč raznolikosti vretenčarjev (brez ptic) na Kitajskem. Živali, ki so znane samo iz Guidžouja, so bodičasta krastača Leišan (Leptobrachium leishanense), močerad Kuankuošui (Pseudohynobius kuankuoshuiensis)), močerad Šuičeng (Pseudohynobius shuichengensis), močerad Guidžou (Pseudohynobius guizhouensis) in bradavičasti triton Džidžin (Paramesotriton zhijinensis).
Jezero Čaohai z okolico je mokrišče, ki je pomembno prezimovališče za številne ptice. Je nacionalni naravni rezervat in pomembno območje za ptice, ki ga je opredelilo BirdLife International.
- Guizhou leta 1655
- Leta 1600 je bila trdnjava Hailongtun v Zunjiju zadnja bitka 10-letnega upora Bodžou
- Sivohrbti srakoper pri Caohaiju
- Gora Fandžing v mestu Guizhou

## Znanstvena raziskava
Glavne znanstvenoraziskovalne ustanove v Guidžouju so:
- Sferični teleskop s petsto metrsko odprtino (FAST), največji radijski teleskop na svetu
- Inštitut za geokemijo Kitajske akademije znanosti

## Uprava
Guidžou je razdeljen na devet oddelkov na ravni prefekture: šest mest na ravni prefekture in tri avtonomne prefekture.
Teh devet enot na ravni prefektur je nato razdeljenih na 88 enot na ravni okrožij (14 okrožij, 7 mest na ravni okrožij, 55 okrožij in 11 avtonomnih okrožij ter eno posebno okrožje).

## Gospodarstvo
Od sredine 19. stoletja je Guidžou izvažal živo srebro, zlato, železo, svinec, tobak, kadilo in mamila.
Njegova naravna industrija vključuje les in gozdarstvo. Guidžou je tudi tretji največji proizvajalec tobaka na Kitajskem in dom dobro znane blagovne znamke Guizhou Tobacco. Druge pomembne industrije v provinci so energetika (proizvodnja električne energije) - velik del tega se izvozi v Guangdong in druge province - in rudarstvo, zlasti premog, apnenec, arzen, sadra in oljnem skrilavec. Celotna proizvodnja premoga v Guidžouju je leta 2008 znašala 118 milijonov ton, kar je 7 % več kot prejšnje leto. Izvoz električne energije je znašal 12 % celotne porabe energije Guangdonga. V naslednjih 5 letih Guizhou upa, da bo to povečal za kar 50 %.

### Turizem
Pokrajina ima veliko pokritih mostov, imenovanih vetrni in dežni mostovi. Zgradilo jih je ljudstvo Dong.
Jugovzhodni del province je znan po edinstveni kulturi manjšine Dong. Mesta, kot so Rongdžjang, Liping, Diping in Džaošing, so raztresena med griči ob meji z Guangšijem.

### Tri priporočene oblike
Študija Svetovne banke »Strateška okoljska presoja: razvoj turizma v provinci Guidžou na Kitajskem« (25. maj 2007) kaže na tri različne oblike turizma, ki bi jih bilo treba spodbujati in razvijati v Guidžouju: naravoslovni, dediščinski na podeželju. Turizem, ki temelji na dediščini, ponuja etničnim manjšinam priložnost, da ohranijo svojo edinstveno dediščino in hkrati služijo za preživetje.

### Citirana dela
- Wilkinson, Endymion (2012). Chinese History: A New Manual. Harvard-Yenching Institute Monograph Series 84. Cambridge, MA: Harvard-Yenching Institute; Harvard University Asia Center. ISBN 978-0-674-06715-8.